# 泉州公交32路
泉州公交32路是中华人民共和国福建省泉州市境内的一条公共交通线路，全程16.2公里。起讫点为泉州一院城东分院至百捷中央广场，运营时间为泉州一院城东分院：6:00-18:30；百捷中央广场：7:00-19:30

## 历史
- 2002年9月，泉州公交发展有限公司（公交集团前身）开通32路。初期运营区间为：聚宝新城-后茂工业区，运营时间为6:10-17:40，使用车辆为自13（现K502路）退下的8部牡丹牌小巴[1]
- 2002年11月15日，32路延伸至浔美村始发终到。票价调整为：聚宝新城至侨乡体育馆1元/人，侨乡体育馆至浔美村1元/人
- 2004年4月，因市区中山中路改造工作全面展开，32路取消途径中山中路，临时改道途径温陵路
- 2004年7月，中山中路改造完成后，32路恢复途径中山中路
- 2005年3月1日，32路开始实行无人售票制度[2]
- 2006年6月1日，因国铁霞美跨线桥及接线段实施封闭施工，32路调整至清源啤酒厂始发终到[3]
- 2006年9月28日，因天后路施工需要，32路调整至温陵路运行
- 2006年11月22日，铁路跨线桥施工结束，32路恢复至浔美社区始发终到[4]
- 2006年12月24日，天后路施工结束，32路恢复行驶天后路[5]
- 2007年初，32路自浔美社区延伸至汽车东站始发终到
- 2007年11月1日，32路向南延伸至晋江寰球站始发终到[6]
- 2008年1月，32路更换为自8路退下的华夏AC6700DQ和自40路退下的华夏AC6750Q型无空调汽油客车。
- 2009年10月，32路更换为自23路退下的12部星王ZA6790E型无空调汽油客车
- 2010年2月3日，32路自晋江寰球延伸至锦洲瑞苑始发终到[7]
- 2010年10月16日，32路更换为12部福达FZ6890UF3G3型空调柴油客车[8]，并延伸至泉州一院城东分院始发终到
- 2012年6月26日，因池峰路下穿道的施工需要，32路取消行驶南迎宾大道，改为经由泉安北路、兴霞路、大华路、池峰路至锦州瑞苑始发终到[9]
- 2012年7月12日，泉州大桥北桥头取消单行循环，32路往海峡体育中心方向取消途径宝洲街、田安南路、泉秀路，改为经由温陵路行驶[10]
- 2014年7月15日，32路单向延长末班时间，泉州一院城东分院末班车时间延长至18:30发车[11]
- 2016年5月，因池峰路下穿道已建成，32路恢复行驶南迎宾大道。取消途径泉安北路、兴霞路、大华路。终点站仍为锦洲瑞苑
- 2016年6月，为给K503路增加运能的需要，划拨32路2部FZ6890UF3G3至K503路
- 2016年11月5日，32路取消途径南迎宾大道、池峰路、锦洲瑞苑，改为途径泉安路、兴霞路、望江路至百捷中央公园始发终到，同日，百捷中央公园末班延长至19:30发车[12]
- 2016年12月，32路接手并增加自45路退下的2部FZ6890UF3G3
- 2017年4月25日，自该日起，因305路车辆前往展览城LNG气站加气的需要，每日16:30-19:30，305路2部友谊ZTG6608NV1C加入32路运营。同日，因34路运能扩充需要，三分公司（现更名为洛江公司）抽调32路2部福达FZ6890UF3G3加入34路运营。
- 2017年7月20日，32路票价由分段计价¥2.0降为一票制¥1.0[13][14]
- 2017年9月28日，因泉州古城提升改造及城市双修的要求，32路自该日起，取消途径东湖街、东街、中山北路、中山中路、涂门街、天后路、义全街、温陵南路、泉州大桥。改为途径刺桐北路、刺桐南路、刺桐大桥、风池路、泉安北路至兴霞路后原线行驶。[15]
- 2017年12月，因32路改线后客流减少和运行时间缩短，以及为更换K606路车型的需要，三分公司划拨32路2部FZ6890UF3G3至K606路，并不再套跑ZGT6608NV1C。自此32路配车减少至8部
- 2018年5月18日，32路更换为8部大金龙XMQ6802AGBEVL2型空调电动巴士，并退下8部FZ6890UF3G3
- 2018年11月1日，32路增加3部XML6855JEVW0C型空调电动巴士
- 2019年8月9日，因圣墓站离东湖刺桐路口过近导致左转困难，自该日起32路往百捷中央广场方向单边取消停靠圣墓站。[16]
- 2020年10月9日，受刺桐大桥施工管制影响，32路自该日起取消途径刺桐南路电信公司至正骨医院段、刺桐大桥、凤池路、泉安北路东山至华洲段。改为途径泉秀街、温陵南路、泉州大桥、泉安北路至兴霞路后原线行驶。运营时间、票价不变。[17]
- 2021年2月9日，32路恢复途径刺桐南路、刺桐南路电信公司至正骨医院段、刺桐大桥、凤池路、泉安北路东山至华洲段，取消途径泉秀街、温陵南路、泉州大桥、泉安北路华洲段。运营时间、票价不变。[18]
- 2022年1月1日，因车辆周转需要，洛江公司退下32路7部XMQ6802AGBEVL2停备。同日接手并更换自42路退下的5部金旅XML6105JHEVE8C1型柴油插电混动，以及2部新购置的中通LCK6669EVGE型空调电动巴士，配车数增加至11部。
- 2022年2月13日，自该日起32路单向取消途径美仙路、通源街中段，改为双向途径东辅路、体育街。运营时间、票价不变。[19][20]
- 2022年3月15日，因疫情防控工作需要，32路自该日起暂停运营至4月21日。[21]
- 2022年4月22日，32路恢复运营。[22]
- 2022年8月5日，32路自该日起双向停靠海峡体育中心站，取消停靠仕公岭站。同日，因泉州东站将于兴泉铁路通车后拆除，原火车东站更名为黄林新村站。[23]
- 2022年12月30日，自该日起32路往百捷中央广场单向增停蓬莱路口站。[24]
- 2023年9月25日，自该日起32路双向增停君逸小区站。同日，因308路开通需要，32路归还2部中通LCK6669EVGE至308路，配车数降为9部。[25]
- 2023年11月1日，因K509路车辆更换需要，洛江公司抽调32路5部XML6105JHEVE8C1至K509路，32路再次更换自X3路退下的7部友谊ZGT6608NV1C，配车数降为7部。
- 2024年10月，因缺驾及车况较差，32路退下2部ZGT6608NV1C，配车数将至5部。
- 2025年2月，32路接手并更换为自11路退下的8部XMQ6802AGBEVL2，配车数增加至8部，原配ZGT6608NV1C退役。
- 2025年8月19日，因中环城路机场连接线下穿隧道施工需要，32路自该日起双向临时取消停靠中远学校站。

## 站点
| 路线 | 路线 | 路线 | 所在地区、街道 | 所在地区、街道      | 站点名            | 备注                |
| ---- | ---- | ---- | -------------- | ------------------- | ----------------- | ------------------- |
|      |      |      | 丰泽区         | 瑞泰街              | 泉州一院城东分院  | 起讫站              |
|      |      |      | 丰泽区         | 安吉路              | 海峡体育中心      |                     |
|      |      |      | 丰泽区         | 体育街              | 中骏世界城北门    |                     |
|      |      |      | 丰泽区         | 体育街              | 体育街西段        |                     |
|      |      |      | 丰泽区         | 东辅路              | 东辅路北段        | 原名 喜盈门         |
|      |      |      | 丰泽区         | 通源街              | 东方花园城        |                     |
|      |      |      | 丰泽区         | 城华南路 北迎宾大道 | 火烧桥            | 华大电商园          |
|      |      |      | 丰泽区         | 城华南路 北迎宾大道 | 黄林新村          | 原名 火车东站       |
|      |      |      | 丰泽区         | 城华南路 北迎宾大道 | 明日广场          |                     |
|      |      |      | 丰泽区         | 城华南路 北迎宾大道 | 蓬莱路口          | ↓                   |
|      |      |      | 丰泽区         | 东湖街              | 坪山路口          |                     |
|      |      |      | 丰泽区         | 东湖街              | 圣墓              | ↑                   |
|      |      |      | 丰泽区         | 刺桐北路            | 人才大厦（↓）     | 线务局（↑）         |
|      |      |      | 丰泽区         | 刺桐北路            | 湖心街口（↓）     | 国税局（↑）         |
|      |      |      | 丰泽区         | 刺桐北路            | 丰泽街口（↓）     | 东方银座（↑）       |
|      |      |      | 丰泽区         | 刺桐北路            | 刺桐公园（↓）     | 祥业花园（↑）       |
|      |      |      | 丰泽区         | 刺桐南路            | 东美街口          | 下行站点原名 迪克斯 |
|      |      |      | 丰泽区         | 刺桐南路            | 泉秀街口（↓）     | 公路一公司（↑）     |
|      |      |      | 丰泽区         | 刺桐南路            | 泉州电信公司（↓） | 刺桐南路中段（↑）   |
|      |      |      | 丰泽区         | 刺桐南路            | 正骨医院（↓）     | 丰泽交警大队（↑）   |
|      |      |      | 晋江市         | 凤池路              | 溜石村口          |                     |
|      |      |      | 晋江市         | 凤池路              | 霞福村口          |                     |
|      |      |      | 晋江市         | 凤池路              | 君逸小区          |                     |
|      |      |      | 晋江市         | 泉安北路            | 东山              |                     |
|      |      |      | 晋江市         | 泉安北路            | 安踏鞋业          | 原名 安踏集团       |
|      |      |      | 晋江市         | 泉安北路            | 华洲              | 原名 华洲水果市场   |
|      |      |      | 晋江市         | 兴霞路              | 兴霞路东段        |                     |
|      |      |      | 晋江市         | 兴霞路              | 兴霞路中段        |                     |
|      |      |      | 晋江市         | 兴霞路              | 兴霞路            |                     |
|      |      |      | 晋江市         | 望江路              | 百捷中央广场      | 起讫站              |

## 票价
32路计价方式为一票制，全程¥1.0。其中：
- 泉通卡普通卡9折，月票卡、敬老卡、爱心卡优惠功能有效
- 可使用泉城通APP及支付宝、云闪付、微信乘车码支付

## 配车
32路配车数总计8部，其中：
- 大金龙XMQ6802AGBEVL2  8部

- 华夏AC6700DQ
（2008.1 - 2009.10）
- 华夏AC6750Q
（2008.1 - 2009.10）
- 星王ZA6790E
（2009.10 - 2010.10）
- 福达FZ6890UF3G3
（2010.10 - 2018.5）
- 大金龙XMQ6802AGBEVL2
（2018.5 - 2023.10 / 2025.2 - ）
- 金旅XML6855JEVW0C
（2018.11 - 2019.1）
- 金旅XML6105JHEVE8C1
（2022.1 - 2023.10）
- 中通LCK6669EVGE
（2022.1 - 2023.9）
- 友谊ZGT6608NV1C
（2017.4 - 2017.12/2023.11 - 2025.2）

## 相关
- 泉州公交线路列表